# Forêt ancienne de la Rivière-Poussière
La forêt ancienne de la Rivière-Poussière est un écosystème forestier exceptionnel du Québec (Canada) protégeant une pinède blanche non perturbée abritant des pins blancs plus que centenaire. Elle est située à 26 km au nord de Rapides-des-Joachims, dans la MRC Pontiac en Outaouais. La rivière Poussière se jette dans la rivière Dumoine.